# Sun Yun-Suan

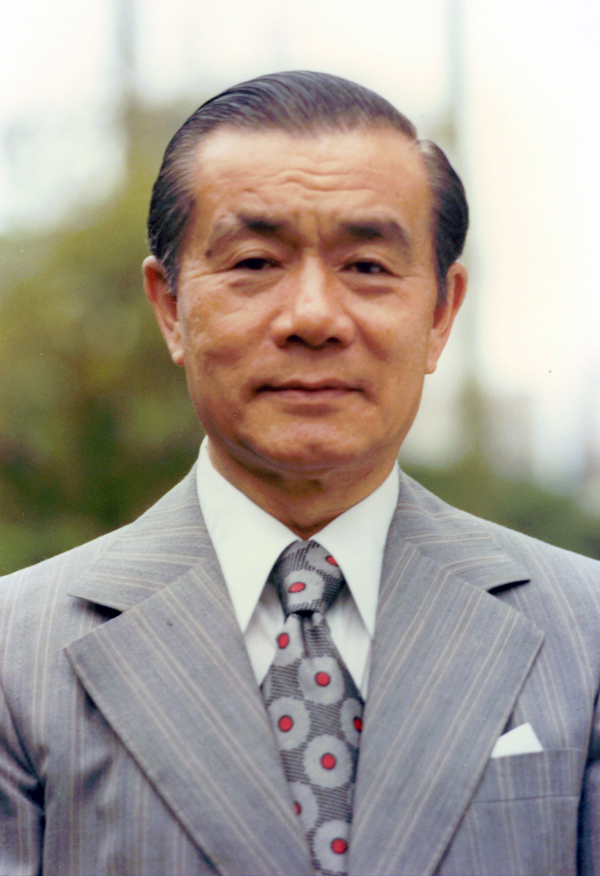
Sun Yun-Suan

Sun Yun-Suan (11 november 1913 - 15 februari 2006) was een Taiwanees politicus. Hij was minister van economische zaken van 1969 tot 1978 en premier van 1978 tot 1984. Sun Yun-Suan was medeverantwoordelijk voor de transformatie van Taiwan van een landbouweconomie naar een moderne industriestaat.
Sun studeerde af aan het Harbin Institute of Technology in de stad Harbin. Hij werkte van 1937 tot 1940 in een energiecentrale in Kwomintang-China. Tijdens de Tweede Wereldoorlog werd hij door de regering naar de Verenigde Staten gestuurd voor verdere studie. Na de oorlog hielp hij met de reparatie van het vernielde energienetwerk op het eiland Taiwan. Hij werkte van 1946 tot 1962 bij de Taiwan Power Company, vanaf 1953 als vicepresident van het bedrijf. Door zijn succesvolle aanpak in Taiwan, waar hij na de oorlog in vijf maanden 80% van het elektriciteitsnet weer aan de gang kreeg, werd hij door de Wereldbank naar Nigeria gestuurd. Hier lukte het hem tussen 1964 en 1967 de energieproductie van het land met 88% te laten toenemen.
Hij keerde terug naar Taiwan en werd in 1967 minister van communicatie. In 1969 werd hij minister van economischezaken en in 1978 de premier van Taiwan. Hij wordt beschouwd als een van de hoofdverantwoordelijken voor de snelle economische groei van Taiwan in de jaren 80, waarmee het land een van de zogenaamde Aziatische Tijgers werd.
Sun Yun-Suan overleed op 93-jarige leeftijd aan de gevolgen van hartfalen en longfalen.